# Raymond Poulidor
Raymond Poulidor (15. dubna 1936 – 13. listopadu 2019) byl francouzský cyklista. Vítěz Vuelta a España 1964, jednou zde byl druhý (1965), třikrát dojel druhý na Tour de France (1964, 1965, 1974), pětkrát zde dojel třetí (1962, 1966, 1969, 1972, 1976). Byl mistrem Francie v silniční cyklistice v roce 1961.